# 安中市立西横野小学校
安中市立西横野小学校（あんなかしりつ にしよこのしょうがっこう）は、群馬県安中市にある安中市立小学校。

## 概要
イメージキャラクターとしてにしちゃんがいる。

## 学区
- 西横野地区[2]
- (八城西区(中瀬)を除く。)

## 学校教育目標
基本目標は確かな学力を身に付けるとともに、心豊かで、たくましい児童の育成である。

### 具体目標
- 学ぶ子
  - 話をしっかり聞き、よく考える子
  - 自分の考えを伝えあうことのできる子

- 助け合う子
  - 相手の気持ちを考えて行動する子
  - あいさつがしっかりできる子

- 元気な子
  - 進んで運動する子
  - けがや事故から身を守る